# 자키르 후세인 (음악가)
자키르 후세인(Zakir Hussain, 1951년 3월 9일~2024년 12월 15일)은 인도의 타블라 거장, 작곡가, 타악기 연주자, 음악 프로듀서, 영화 배우 그리고 전설적인 타블라 연주자 알라 라카의 장남이다.
그는 1988년에 파드마 슈리, 2002년에 압둘 칼람 대통령이 수여한 인도 정부에 의해 파드마 부샨 상을 받았다. 1990년에는 인도 국립음악 무용극원 산제트 나탁 아카데미에서 수여한 산제트 나탁 아카데미상을 수상하기도 했다. 1999년, 그는 전통 예술가들과 음악가들에게 수여되는 최고 상인 미국 국립 예술원 국가유산을 받았다.